# Der Löwe mit den sieben Köpfen
Der Löwe mit den sieben Köpfen (Originaltitel: Der Leone have sept cabeças) ist ein 1969 im soeben kommunistisch gewordenen Kongo entstandener, französisch-italienischer Spielfilm des vor der Militärdiktatur in seiner Heimat Brasilien geflohenen Regisseurs Glauber Rocha.

## Handlung
Irgendwo in Afrika, in den ausgehenden 1960er Jahren. Ein weißer Jesuitenpriester zieht durch das Land und verkündet das anstehende Ende der Welt. Bei seiner Pilgertour gerät eines Tages der kommunistische Revolutionär Pablo in die Fänge des europäischen Heilsverkünders. Pablo ist die symbolhafte Menschwerdung des lateinamerikanischen Aufbegehrens gegen die Unterdrückung durch die Alte Welt und deren Strukturen. Der christliche Missionar reicht seinen Gefangenen an Vertreter ausländischer Einflussgeber im Lande weiter. Es handelt sich dabei u. a. um einen US-Agenten, einen kapitalistischen Investor aus Portugal und einen deutschen Söldner.
Diese Männer halten sich vor Ort einen schwarzen Despoten und Schergen als präsidiale Staatschef-Marionette. Pablo ist gekommen, um sich mit den antikolonialistischen Kämpfern Schwarzafrikas zu solidarisieren und zu verbünden. Seine Befreiung und anschließende Verbrüderung mit dem schwarzen Guerillero Zumbi gibt den Unterdrückten die Hoffnung, sich von den Ketten kolonialeuropäischer Unterdrückung final zu befreien. Als symbolhafte Befreiungstat wird am Ende eine nackte blonde Nymphe (mit dem deutschen Namen Marlene), die als „Hure Europa“ für den erbärmlichen Zustand Schwarzafrikas verantwortlich gemacht wird, gekreuzigt.

## Produktionsnotizen
Der Löwe mit den sieben Köpfen entstand 1969 in der ehemals französischen Kolonie Brazzaville-Kongo und wurde 1970 während der Filmfestspiele in Venedig uraufgeführt. Die deutsche Premiere fiel auf den 11. Februar 1972.
Der essayistische Film ist in Gestalt eines politischen Pamphlets gestaltet und wurde von Rocha als scharfe Abrechnung mit dem europäischen Kolonialismus in der Dritten Welt konzipiert. Darauf weisen auch die fünf verschiedensprachigen Worte des Filmtitels – „Der“ (deutsch), „leone“ (italienisch), „have“ (englisch), „sept“ (französisch), „cabeças“ (portugiesisch) – hin. Rocha hat auf ein starres Drehbuch verzichtet und stattdessen improvisiert. Der Film gleicht über weite Strecken stark assoziativen Szenenanordnungen ohne einen festen Handlungsrahmen und lebt ganz von seinen cineastischen Metaphern und Rochas bewusst eingesetzten, inszenatorischen Schockelementen.

## Kritiken
„Fern von seiner brasilianischen Heimat … bekehrte sich Glauber Rocha, einst der Anführer des ‚Cinema novo‘, zum agitatorisch-analytischen Filmstil seines Kollegen Jean-Luc Godard: Ohne kompakte Spielhandlung bündelte er Kurz-Dispute, Ansprachen, Sprechchöre und Kabarett-Sketches aus Afrika zu einem artifiziellen … Kino-Stück. (…) Jedes der Titelwörter aus den Sprachen früherer und heutiger Kolonialmächte … steht für die Schwierigkeit der Afrikaner, ihre Identität zu finden.“

„Der Film ist eine offene Kampfansage an die Kolonialmächte … und an den Kolonialismus. Wieder hat Rocha blutige Aktion und Symbole, religiöse und kultische Motive zu einem Film von barockem Übermaß zusammengefügt. Diesmal ist die politische Zielrichtung auch für den Uneingeweihten nicht zu übersehen. Ein faszinierendes Kolossalgemälde.“

„Ekstatisches Entfremdungskino von Glauber Rocha, der – frisch aus Brasilien exiliert – ein Stück Afrika-Agitprop vorlegt, dessen Titel schon einen Witz über die Multinationalität kolonialer Unterdrückung enthält.“

„Der Befreiungskampf afrikanischer Völker und die damit die grundlegenden Probleme der Dritten Welt thematisiert diese Allegorie, in der eine blonde Europäerin den Kolonialismus und ein mythisches Fabeltier die Revolution verkörpert. Mit scharfer politischer Polemik attackiert Rocha den Machtmißbrauch der Herrschenden und prophezeit kommende soziale Veränderungen.“